# Bryan Soumaré
Bryan Soumaré (San Quintino, 11 febbraio 1999) è un calciatore francese, centrocampista svincolato.

## Caratteristiche tecniche
È un trequartista.

## Carriera
Cresciuto nel settore giovanile dell'Olympique Saint-Quentin, nel 2019 è stato acquistato dal Digione. Ha esordito in prima squadra il 10 agosto 2019 disputando l'incontro di Ligue 1 perso 2-1 contro il Saint-Étienne.

## Statistiche
Statistiche aggiornate al 15 settembre 2019.

### Presenze e reti nei club
| Stagione                       | Squadra                        | Campionato                     | Campionato | Campionato | Coppe nazionali | Coppe nazionali | Coppe nazionali | Coppe continentali | Coppe continentali | Coppe continentali | Altre coppe | Altre coppe | Altre coppe | Totale | Totale | Totale |
| Stagione                       | Squadra                        | Comp                           | Pres       | Reti       | Comp            | Pres            | Reti            | Comp               | Pres               | Reti               | Comp        | Pres        | Reti        | Pres   | Reti   |        |
| ------------------------------ | ------------------------------ | ------------------------------ | ---------- | ---------- | --------------- | --------------- | --------------- | ------------------ | ------------------ | ------------------ | ----------- | ----------- | ----------- | ------ | ------ | ------ |
| 2016-2017                      | Olympique Saint-Quentin        | CFA2                           | 14         | 1          | CF              | 0               | 0               |                    | -                  | -                  |             | -           | -           | 14     | 1      |        |
| 2017-2018                      | Olympique Saint-Quentin        | N3                             | 10         | 0          | CF              | 0               | 0               |                    | -                  | -                  |             | -           | -           | 10     | 0      |        |
| 2018-2019                      | Olympique Saint-Quentin        | N3                             | 26         | 9          | CF              | 3               | 0               |                    | -                  | -                  |             | -           | -           | 29     | 9      |        |
| Totale Olympique Saint-Quentin | Totale Olympique Saint-Quentin | Totale Olympique Saint-Quentin | 50         | 10         |                 | 3               | 0               |                    | -                  | -                  |             | -           | -           | 53     | 10     |        |
| 2019-2020                      | Digione 2                      | N3                             | 2          | 0          |                 | -               | -               |                    | -                  | -                  |             | -           | -           | 2      | 0      |        |
| 2019-2020                      | Digione                        | L1                             | 4          | 0          | CF+CdL          | 0               | 0               |                    | -                  | -                  |             | -           | -           | 4      | 0      |        |
| Totale carriera                | Totale carriera                | Totale carriera                | 56         | 10         |                 | 3               | 0               |                    | -                  | -                  |             | -           | -           | 59     | 10     |        |